# Многоцвітне
Многоцві́тне (каз. Многоцвет) — село у складі Тайиншинського району Північноказахстанської області Казахстану. Входить до складу Чермошнянського сільського округу, раніше було у складі ліквідованої Леонідовської сільської ради.
Населення — 407 осіб (2021; 435 у 2009, 508 у 1999, 604 у 1989).
Національний склад станом на 1989 рік:
- українці — 35 %
- німці — 35 %.